# Belagerung von Tönning (1713)
1. Phase: Schwedische Dominanz (1700–1709)
Dänischer Kriegsschauplatz (1700)
Humlebæk • Tönning I 
Livländ./ Estnischer Kriegsschauplatz (1700–1708)
Riga I • Jungfernhof • Varja • Pühhajoggi • Narva • Petschora • Düna • Rauge • Erastfer • Hummelshof • Embach • Tartu • Narva II • Wesenberg I • Wesenberg II
Ingermanländ./ Finnischer Kriegsschauplatz (ab 1701)
Archangelsk • Ladogasee • Nöteborg • Nyenschanz • Newa • Systerbäck • Petersburg • Wyborg I • Porvoo • Newa II • Koporje II • Kolkanpää
Litauisch-weißrussischer Kriegsschauplatz (1702–1706)
Vilnius • Saladen • Jakobstadt • Gemauerthof • Mitau • Grodno I • Olkieniki • Njaswisch • Klezk • Ljachawitschy
Polnischer Kriegsschauplatz (1702–1706)
Klissow • Pułtusk • Thorn • Lemberg • Warschau • Posen • Punitz • Tillendorf • Rakowitz • Praga • Fraustadt • Kalisch 
Russischer Kriegsschauplatz (1708–1709)
Grodno II • Golowtschin • Moljatitschi • Rajowka • Lesnaja • Desna • Baturyn • Koniecpol • Weprik • Opischnja • Krasnokutsk • Sokolki • Poltawa I • Poltawa II
2. Phase: Schweden in der Defensive (1710–1721)
Baltischer und Finnischer Kriegsschauplatz (bis 1714)
Riga II • Wyborg II • Pernau • Kexholm • Reval • Hogland • Pälkäne • Storkyro • Nyslott • Hanko 
Schwed./Norwegischer Kriegsschauplatz (1710–1721)
Helsingborg • Køge-Bucht • Bottnischer Meerbusen • Frederikshald I • Dynekilen-Fjord • Göteborg I • Strömstad • Trondheim • Frederikshald II • Marstrand • Ösel • Göteborg II • Södra Stäket • Grönham • Sundsvall
Norddeutscher Kriegsschauplatz (1711–1716)
Elbing • Wismar I • Lübow • Stralsund I • Greifswalder Bodden I • Stade • Rügen • Gadebusch • Altona • Tönning II • Stettin • Fehmarn • Wismar II • Stralsund II • Jasmund • Peenemünde • Greifswalder Bodden II • Stresow 
Die Belagerung der Festung Tönning von 1713 bis 1714 war eine militärische Intervention im Großen Nordischen Krieg. Die Festung Tönning war im Besitz des Hauses Schleswig-Holstein-Gottorf. Dieses stand in verwandtschaftlichem Verhältnis mit dem schwedischen Königshaus.

## Die Beteiligten
Eine Allianz aus Russen, Sachsen und Dänen verfolgte die geschlagene Armee des schwedischen Grafen Magnus Stenbock. Diese wurde vom Festungskommandanten Zacharias Wolf in Tönning aufgenommen. Die Besatzung der Festung bestand fast nur aus schwedischen Soldaten.

## Die Belagerung
| \| Belagerung von Tönning 1713 \| |
| Lage des Schlachtfeldes           |
| Belagerung von Tönning 1713       |

Im Frühjahr 1713 wurde das schwedische und Schleswig-Holstein-Gottorpsche Heer unter dem Kommando von Graf Magnus Stenbock durch eine gemeinsame russisch-sächsisch/polnische Armee in der Nähe von Tönning eingekesselt. Die schwedische Streitmacht bestand aus den Überresten einer 16.000 Mann starken Armee, welche aus dem eingekesselten Stralsund ausgebrochen war. Stenbock missachtete den Befehl, in Polen einzumarschieren, und wandte sich nach Westen. Bei der Schlacht von Gadebusch besiegte er ein dänisch/sächsisches Heer und verfolgte deren Überreste nach Holstein. Die russischen und polnischen Verbündeten von Sachsen und Dänemark schickten 36.000 Soldaten hinter Stenbock her.
Im Februar 1713 verletzte der Herzog Karl Friedrich von Holstein-Gottorp die Neutralität und gewährte dem schwedischen Heer Einlass in die Festung von Tönning. Zusätzlich zur regulären Besatzung von 1600 Mann zogen 11.000 Schweden mit 1000 Pferden und sonstiger Bagage in die Stadt ein. Insgesamt 22.000 Menschen sollen sich zu dieser Zeit auf dem Quadratkilometer der vollkommen unvorbereiteten Festung befunden haben.
Für so viele Menschen gab es jedoch kaum Vorräte. Im Frühjahr verschlechterte sich die Versorgungslage drastisch und 2800 Schweden erkrankten schwer. Am 16. Mai 1713 kapitulierte das schwedische Heer vor dem dänischen König und ging in Kriegsgefangenschaft. Die schwedische Armee bestand noch aus 9632 gesunden und 2923 kranken Soldaten. Bei Hoyerswort, dem einzigen Edelhof in dem von freien Nordfriesen bewohnten Eiderstedt, überreichte Graf Stenbock dem König von Dänemark die Stärkeliste seiner Armee und seinen Degen, dieser wurde ihm jedoch sofort zurückgegeben. Stenbock wurde erst nach Flensburg und später nach Kopenhagen gebracht. Der dänische König verlangte 80.000 Taler für die Freilassung der Armee und ihres Kommandeurs.

### Kapitulationsbeute
- 128 Fahnen und Standarten
- 8 Pauken
- 147 Trommeln
- 185 Kurzgewehre
- 910 Pistolen
- 8747 Karabiner und Musketen
- 15 metallerne und 6 eiserne Dreipfünder
- 2034 Pferde
- 135 Offiziers- und 21 Kronwagen[5]

Die 1600 Mann starke Garnison der Festung Tönning hielt noch bis zum 7. Februar 1714 stand. Erst nachdem auch die letzten Lebensmittel verbraucht waren, kapitulierte der Festungskommandant Zacharias Wolf.

## Die Folgen

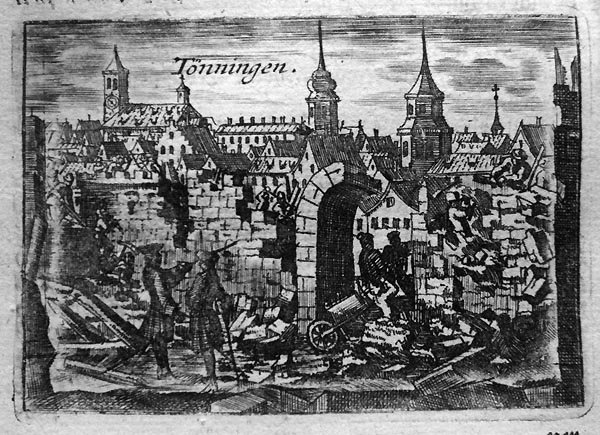
Die Tönninger Festung wurde 1714 vollständig geschleift

Gottorf war damit militärisch chancenlos gegen den dänischen König. Dieser wurde infolge des Krieges auch wieder Herzog in den zuvor gottorfschen Anteilen des Herzogtums Schleswig und begrenzte den Einfluss der Gottorfer auf die verbliebenen Gottorfer Anteile im Herzogtum Holstein.
Der dänische König ließ danach die Festung schleifen und dabei auch das Tönninger Schloss abreißen. Der Abriss dauerte bis 1735.
Die schwedischen Gefangenen wurden auf Holstein verteilt. Von den 80.000 Talern, welche die schwedische Krone bereitstellte, gelangten nur etwas über 10.000 Taler bei Stenbock an. Diese reichten kaum, um die Not der Gefangenen zu lindern, geschweige denn sie auszulösen. Diese eine Zahlung war alles, was Schweden für sein verlorenes Heer in Deutschland tat. Auch der schwedische König Karl XII. wandte sich von Stenbock ab und ließ ihn im Kerker des Kastells von Kopenhagen sterben. Das verschwundene Geld wurde wahrscheinlich zwischen Georg Heinrich von Görtz und Minister Vellingk aufgeteilt.
Georg Heinrich von Görtz wurde leitender Minister von Holstein-Gottorp und versuchte, die restlichen noch vorhandenen Güter der schwedischen Krone in Deutschland zu behaupten. Durch kluges Taktieren schaffte er es, Holstein-Gottorp die folgenden Jahre an die schwedische Krone zu binden.